# Verner (travhäst)
Verner var en svensk hingst, kallblodstravare. Han vann bland annat Elitkampen på Solvalla 1992 med Jim Frick i sulkyn.

## Statistik
- Starter/Placeringar: 141/57-28-14
- Rekord: 1,24,0K, 1,24,9M, 1,27,7L, 1,21,5aK, 1,24,5aM, 1,25,9aL
- Prissumma:  4 477 610 kr
- Härstamning: Slogum Tron (NO) - Svantindra e: Solblanken
- Född: 17 juni 1985
- Död: 14 oktober 2004
- Segrar: Elitkampen 1992
- Uppfödare: Ulla Fredlund, Tierp
- Tränare:
- Kusk: Jim Frick körde hästen i många starter